# Prodin Dol
Prodin Dol is een plaats in de gemeente Jastrebarsko in de Kroatische provincie Zagreb. De plaats telt 105 inwoners (2001).